# Schweinbachgraben
Le Schweinbachgraben aussi dénommé Schweingraben est un ruisseau du nord de l'Alsace, affluent du Minversheimerbach et sous-affluent de la  Zorn.

## Étymologie
Le nom Schweinbachgraben signifie en langue française le fossé du ruisseau au cochon. Il est fort probable que lorsque le porcher communal menait son troupeau de cochons à la glandée dans la proche forêt d'Alteckendorf, il amenait aussi ses bêtes à ce ruisseau pour qu'ils puissent s'y désaltérer.

## Cours
Le Schweinbachgraben prend sa source au sud de la localité de Grassendorf. Son parcours est orienté du nord vers le sud. Son cours marque sur quelques mètres la frontière entre les finages de Grassendorf et d'Alteckendorf puis entre cette dernière commune avec le territoire de Huttendorf. Cependant la majeure partie du trajet de ce modeste ruisseau s'effectue sur le territoire communal de Minversheim. Au sud-ouest de cette localité, les eaux du Schweinbachgraben rejoignent celles du Landgraben (aussi dénommé Minversheimerbach).